# KBS 뉴스 930 전북
《KBS 뉴스 930 전북》은 KBS 전주 1TV에서 매주 평일 오전 9시 45분에 방송 중인 전북 지역 뉴스 프로그램이다.

## 개요
KBS 전주 뉴스 930으로 읽는다.

## 앵커

### 월요일 ~ 목요일
| 대수 | 진행자          | 진행 기간                   | 비고              |
| ---- | --------------- | --------------------------- | ----------------- |
| 1대  | 김태은 아나운서 | 일자 미상 ~ 2025년 1월 14일 | [ 1 ] [ 2 ] [ 3 ] |
| 2대  | 봉효정 아나운서 | 2025년 1월 20일 ~ 현재      |                   |

### 금요일
| 대수 | 진행자          | 진행 기간        | 비고  |
| ---- | --------------- | ---------------- | ----- |
| 1대  | 함윤호 아나운서 | 일자 미상 ~ 현재 | [ 4 ] |

## 경쟁 프로그램
- 930 MBC 뉴스 전북권뉴스 (전주MBC TV)